# Harry H. Goode
Harry H. Goode (30 juni 1909 – 30 oktober 1960) was een Amerikaans computerwetenschapper en bedrijfskundige. Hij doceerde aan de Universiteit van Michigan en is bekend van het boek System Engineering Handbook, geschreven met Robert Engel Machol.
Goode was verder tot aan zijn overlijden voorzitter van de National Joint Computer Committee (NJCC). De IEEE reikt sinds 1964 jaarlijks de Harry H. Goode Memorial Award uit voor beste prestatie op het gebied van de informatieverwerking.